# Fageia concolor
Fageia concolor is een spinnensoort in de taxonomische indeling van de renspinnen (Philodromidae).
Het dier behoort tot het geslacht Fageia. De wetenschappelijke naam van de soort werd voor het eerst geldig gepubliceerd in 1947 door Cândido Firmino de Mello-Leitão.